# Стан (Костромская область)
Стан — деревня в Чухломском муниципальном районе Костромской области. Входит в состав Повалихинского сельского поселения

## География
Находится в северной части Костромской области на расстоянии приблизительно 20 км на восток-северо-восток по прямой от города Чухлома, административного центра района.

## История
В 1872 году здесь было учтено 11 дворов, в 1907 году — 12.

## Население
Постоянное население составляло 50 человек (1872 год), 43 (1897), 64 (1907), 6 в 2002 году (русские 97 %), 0 в 2022.